# Niños y plantas
Niños y plantas es una pintura al óleo sobre lienzo de la pintora Ángeles Santos. Fue pintada en 1930 y mide 141 cm de alto x 126 cm ancho.

## Descripción
En Niños y plantas se observan dos personajes, una joven que se muestra cubierta y un muchacho totalmente desnudo. Ambos portan en sus manos una rama y una flor como prolongación de sus extremidades, que la artista pintó de un tamaño exagerado para que fuesen como árboles y plantas. La composición incorpora una evidente simbología sexual.

## Historia
La muchacha era una mendiga que también fue retratada en otros dos cuadros de Santos, La niña muerta y La niña. El chico era el hijo de unos carniceros. El cuadro fue pintado en Valladolid, y durante el proceso, la pareja de jóvenes fue sorprendida mientras posaban, lo que provocó un escándalo en la ciudad.
Como sucede en otras obras de la artista de esta época, la pintora se ve envuelta en las contradicciones generadas por su búsqueda de modernidad ante al ambiente provinciano de su día a día, lo que más adelante terminó en su ingreso en un sanatorio por «crisis de carácter».
En 1931, la estuvo expuesta en el Círculo de Bellas Artes de Madrid. En 1967, formó parte de la exposición del VI Salón Femenino de Arte Actual de Barcelona. En 2013, pasó a formar parte de la colección del Museo Reina Sofía.